# The Manor in Hanoi
The manor in Hanoi est un ensemble de gratte-ciel jumeaux de 105 mètres de hauteur construits de 2004 à 2007 à Hanoi au Vietnam.
Ils abritent des logements sur 27 étages.
Les immeubles sont construits dans un style qui s'inspirent de l'architecture française du XIXe siècle.